# HC TWK Innsbruck
HC Tiroler Wasserkraft Innsbruck is een ijshockeyclub uit het Oostenrijkse Innsbruck. De club werd in 1994 opgericht en speelt in het OlympiaWorldstadion. De club komt nu uit in de Österreichische Eishockey-Liga, de Oostenrijkse ijshockey-eredivisie.